# Pilea palustris
Pilea palustris är en nässelväxtart som beskrevs av Ignatz Urban. Pilea palustris ingår i släktet pileor, och familjen nässelväxter. Inga underarter finns listade i Catalogue of Life.